# Юшково (Демидовский район)
Юшково — деревня в Демидовском районе Смоленской области России. Входит в состав Дубровского сельского поселения. Население — 77 жителей (2007 год). 
Расположена в северо-западной части области в 11 км к юго-западу от Демидова, в 0,5 км севернее автодороги Р130 Демидов - Рудня, на берегу реки Вятша. В 34 км южнее деревни расположена железнодорожная станция Голынки на линии Смоленск — Витебск. 

## История
В годы Великой Отечественной войны деревня была оккупирована гитлеровскими войсками в июле 1941 года, освобождена в сентябре 1943 года.